# Mokrice Miholečke
Mokrice Miholečke – wieś w Chorwacji, w żupanii kopriwnicko-kriżewczyńskiej, w gminie Sveti Petar Orehovec. W 2011 roku liczyła 154 mieszkańców.